# 马尔西亚克
马尔西亚克（法語：Marciac，法語發音：[maʁsjak]）是法国热尔省的一个市镇，属于米朗德区。

## 地理
马尔西亚克（43°31'27"N, 0°9'42"E）面积20.6 平方千米，位于法国奧克西塔尼大區热尔省，该省份为法国西南部内陆省份，北起顺时针与洛特-加龙省、塔恩-加龙省、上加龙省、上比利牛斯省、大西洋比利牛斯省和朗德省接壤。
与马尔西亚克接壤的市镇（或旧市镇、城区）包括：阿尔芒蒂约、瑞亚克、拉韦拉厄、蒙勒赞、里库尔、圣瑞斯坦、雪拉克和弗卢雷斯、图尔丹、欧里耶巴。

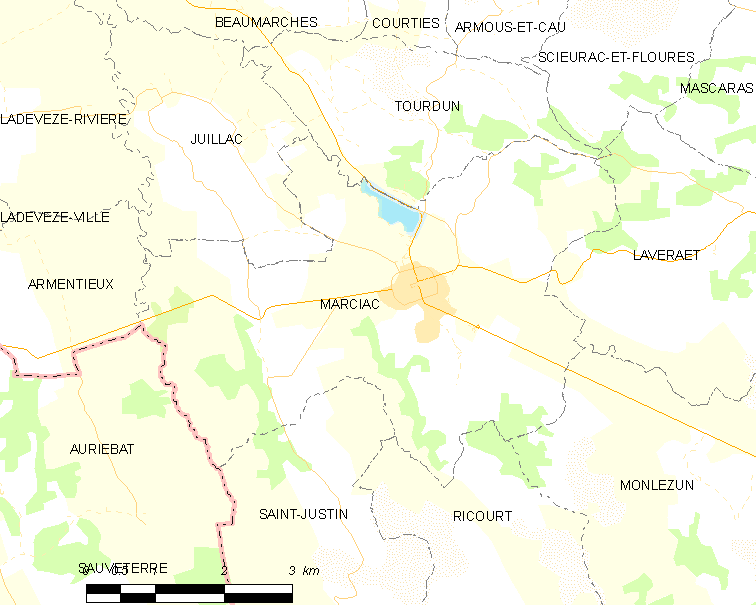
马尔西亚克的OSM定位图

马尔西亚克的时区为UTC+01:00、UTC+02:00（夏令时）。

## 行政
马尔西亚克的邮政编码为32230，INSEE市镇编码为32233。

## 政治
马尔西亚克所属的省级选区为帕尔迪亚克-下河县。

## 人口

1962-2008年间马尔西亚克人口变化图示

马尔西亚克于2022年1月1日时的人口数量为1209人。